# Vindedalen

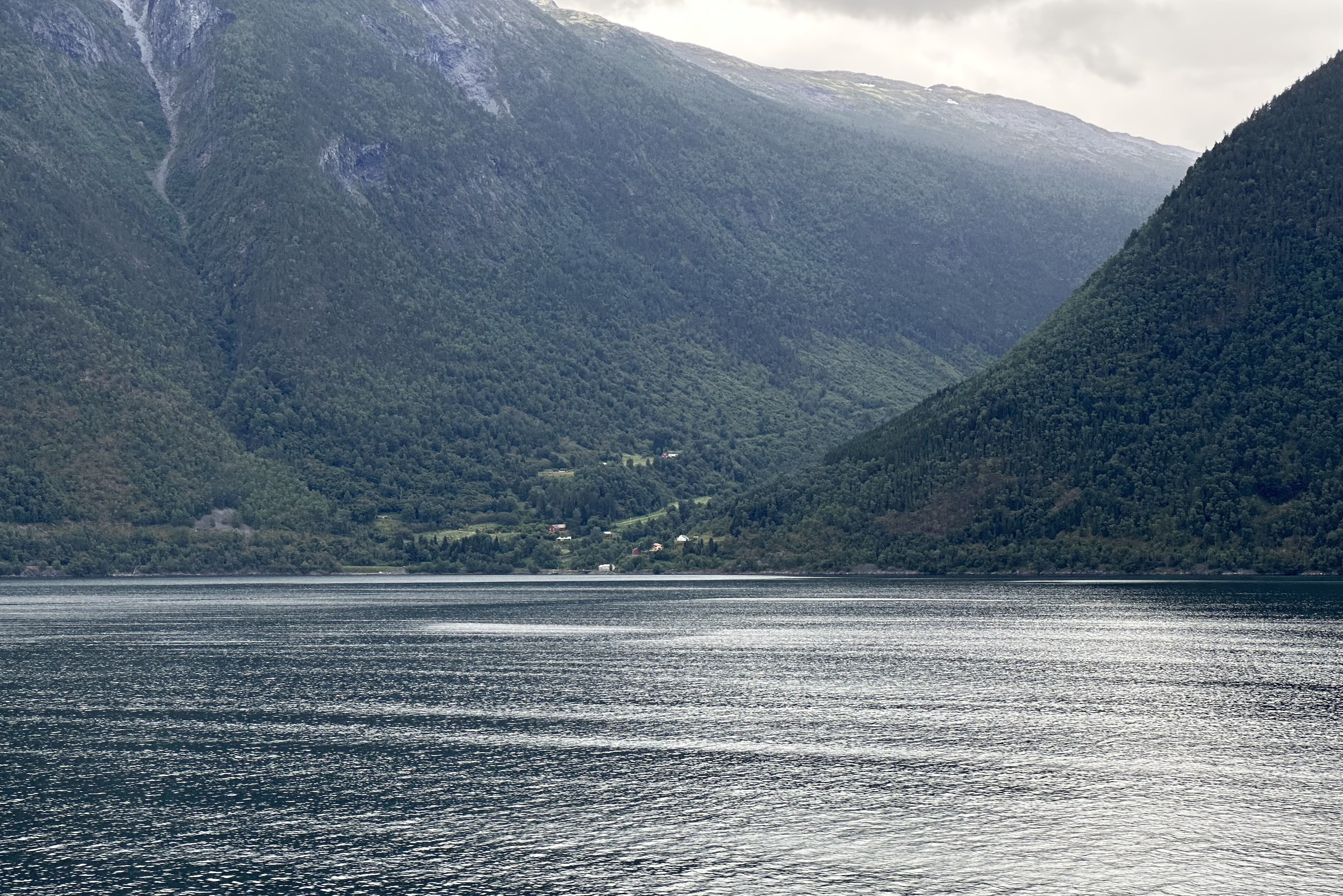
Vindedalen, Blick von Nordwesten, 2023

Vindedalen ist ein Dorf am Lærdalfjord in der norwegischen Gemeinde Lærdal in der Provinz Vestland.

## Lage
Vindedalen liegt am Südufer des Fjords, in den in der Ortslage der Vindedalselvi einmündet. Westlich erhebt sich der 1347 Meter hohe Hausafjellet, östlich der 1209 Meter hohe Grånosi. Am Vindedalselvi besteht das Wasserkraftwerk Vindedal. Am Ort befindet sich darüber hinaus ein Campingplatz.